# Megachile moelleri
Megachile moelleri là một loài Hymenoptera trong họ Megachilidae. Loài này được Bingham mô tả khoa học năm 1897.